# ジャンドス・ビジギトフ
ジャンドス・エルムラトヴィチ・ビジギトフ (ロシア語: Жандос Ермуратович Бижігітов, ラテン文字転写: Zhandos Ermuratovich Bizhigitov 1991年6月10日 - ) はカザフスタン、ペトロパブル出身の自転車競技選手。

## 主な成績
2015
アジア自転車競技選手権大会
個人タイムトライアル 2位
ロードレース5位
黒海ツアー 総合2位
カザフスタン選手権 3位
2016
ツアー・オブ・タイ 総合2位
ツアー・オブ・イラン (アゼルバイジャン) 総合7位
2017
 カザフスタン選手権 個人タイムトライアル 優勝
2020
このシーズンをもって現役を引退。

### グランツールの総合成績
| グランツール               | 2017 |
| -------------------------- | ---- |
| ジロ・ディ・イタリア       | 160  |
| ツール・ド・フランス       | —    |
| ブエルタ・ア・エスパーニャ | —    |